# NGC 5120
NGC 5120 is een groep sterren in het sterrenbeeld Centaur. Het object werd op 16 juni 1835 ontdekt door de Britse astronoom John Herschel.

## Synoniemen
- OCL 899
- ESO 96-SC11